# Estratego

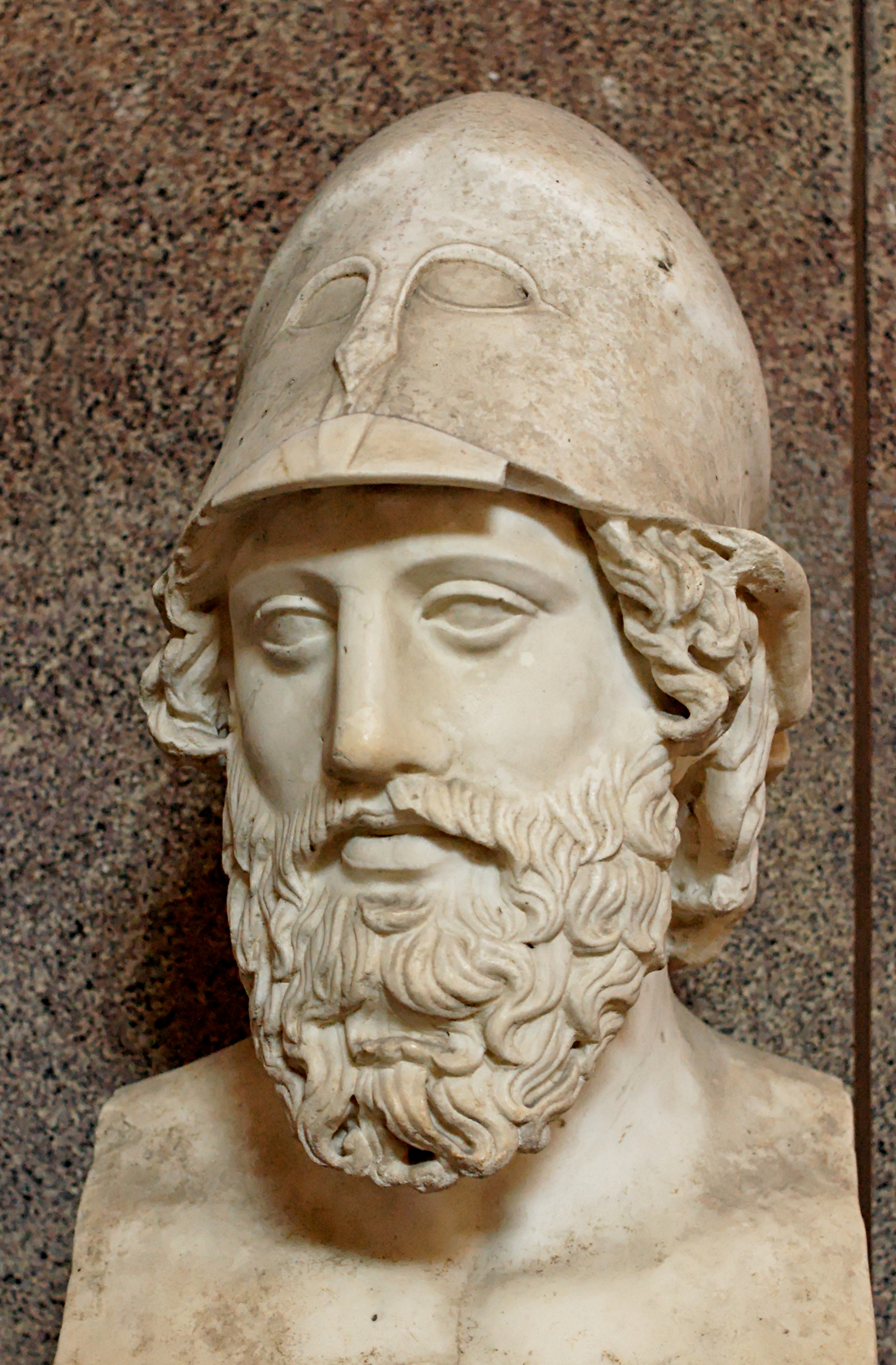
Busto de um estratego não identificado, com um elmo coríntio; cópia romana adriânica de uma escultura grega de por volta de

Estratego (em grego: στρατηγός, pl. στρατηγοί; em grego dórico: στραταγός, transl.: stratagós; literalmente "líder de exército") é um título usado na Grécia Antiga para designar o cargo conhecido nos dias de hoje como general. No período helenístico e no Império Bizantino passou a ser usado para descrever um governador militar.

## O cargo na Grécia Antiga
Temístocles, Aristides e Címon foram exemplos arcaicos de estrategos que foram políticos, além de generais. Péricles foi um estratego por diversas ocasiões, durante sua carreira, e Cléon, Nícias e Alcibíades também foram estrategos. No fim do século V a.C., no entanto, com o colapso das forças militares e navais de Atenas, e devido a uma crescente tendência à especialização, o cargo militar deixou de representar uma maneira de adquirir influência política.
Pouco se sabe do número e do método pelo qual eram indicados os estrategos atenienses no século VI a.C., porém em 501 a.C. um novo esquema foi introduzido através do qual dez estrategos eram eleitos anualmente, um de cada tribo. Os dez tinham o mesmo status; em Maratona, em 490 a.C., de acordo com Heródoto, a estratégia foi decidida através do voto majoritário, e cada um ocupava a presidência num sistema de rodízio diário. Neste período o polemarco tinha um voto decisivo, e um dos pontos de vista é o de que ele seria uma espécie de comandante em chefe; de 486 a.C. em diante, no entanto, o polemarco, como qualquer outro arconte, passou a ser designado através de sorteio.
A eleição anual dos estrategos era realizada na primavera, e a duração de seu mandato coincidia com o ano ateniense, do meio de um verão ao meio do seguinte. Se um estratego morresse ou fosse removido do cargo, uma eleição seria realizada para substitui-lo. Estrategos tinham autoridade para comandar tanto na terra quanto no mar; uma expedição militar ou naval podia ter um ou mais estrategos em comando, porém raramente todos os dez combatiam juntos.
Em questões domésticas, os estrategos eram responsáveis por convocar cidadãos e metecos para o serviço militar, e por organizar a manutenção e o comando dos navios através do sistema de trierarquias. Quando um caso judicial ocorria como consequência de algum destes assuntos, como um processo por deserção, os estrategos eram os magistrados responsáveis por levar o caso ao tribunal e presidir sobre seu julgamento.
No século IV a.C. foi feita uma divisão sistemática de funções: um estratego liderava os hoplitas, outro liderada a defesa da Ática, dois cuidavam da defesa do Pireu e um supervisionava a trierarquia, deixando os cinco restantes disponíveis para outras funções.
O povo ateniense mantinha seus estrategos sob vigília cerrada. Como outros magistrados, ao fim de seu mandato no cargo estavam sujeitos a euthyna, e uma votação era realizada na eclésia com cada pritania, perguntando se ele havia cumprido bem as suas obrigações. Caso o voto fosse contrário a determinado indivíduo, ele era deposto e julgado por um júri. O próprio Péricles foi removido do cargo de estratego em 430 a.C. e multado, e em 406 a.C. os oito estrategos que comandavam a frota em Arginusas foram removidos do cargo e condenados à morte.
Estes arranjos ilustram uma das características mais marcantes da democracia ateniense: sua relutância em dar poder a um indivíduo, e o temor de que este poder possa ser abusado.

## Utilização nos períodos helenístico e romano
Filipe II da Macedônia foi eleito como estratego autocrator (comandante em chefe com poderes plenos) na Liga de Corinto. Parmênio, célebre general macedônio, também detinha o título de estratego.
Sob a República Romana e, posteriormente, sob o Principado, historiadores gregos utilizaram o termo estratego para se referir ao cargo político-militar romano do pretor. Um exemplo pode ser encontrado no Novo Testamento: nos Atos dos Apóstolos (Atos 16:20–22) os magistrados de Filipos são mencionados como estrategos (στρατηγοί). De maneira semelhante, antiestratego ("vice-estratego") era utilizado para se referir ao cargo de propretor.
Nos impérios helenísticos dos diádocos, especialmente no Egito Lágida, estratego tornou-se um cargo governamental, que presidia sobre os nomos. No país, o cargo e título únicos de epiestratego (ἐπιστράτηγος, "super-general") foi criado no início do século II a.C., e durou até aos tempos do Império Romano. Existiam dois epiestrategos, um para o Chora (todo o Baixo Egito com exceção de Alexandria) e outro para a Tebaida, que agiam como vice-reis, controlando os estrategos dos diferentes nomos, seus subordinados.

## Uso bizantino
O termo seguiu sendo usado no Império Bizantino, onde o grego era o idioma dominante. Inicialmente era utilizado juntamente com o termo estratelata e, menos frequentemente, com o termo grande estratopedarca, para designar o cargo militar supremo de mestre dos soldados (magister militum), mas que também podia ser empregue para designar os duques regionais. No século VII, com a criação do sistema de temas (themata), seu papel foi alterado; à medida que os exércitos de operações foram deslocados e se tornaram a base dos temas territoriais, seus generais também assumiram novas responsabilidades, combinando suas obrigações militares com o governo civil de cada tema. Os primeiros temas eram em número pequeno, e de dimensões muito grandes, e no século VIII os estrategos provincianos estavam em constante antagonismo com o imperador em Constantinopla, frequentemente se revoltando contra ele. Como resposta, os temas foram progressivamente divididos, e o número de estrategos aumentou, o que diluiu seu poder; enquanto ao redor de 842 o Taktikon Uspensky listava 18 estrategos o Escorial Taktikon, escrito por volta de 971–975, lista quase 90. Este processo foi intensificado com as conquistas do século X, que viram o surgimento de novos temas fronteiriços, de dimensões menores. Por todo este período, o estratego do Tema Anatólico gozou de precedência sobre os demais e consistiu de um dos mais altos cargos do Estado, e um dos poucos ao qual o acesso aos eunucos estava especificamente proibido. Ao mesmo tempo, os temas orientais (anatólicos) tinham precedência sobre os europeus; esta distinção era especialmente notada a respeito do pagamento que recebiam: enquanto os estrategos de temas orientais recebiam seus salários diretamente dos erários estatais, seus equivalentes nos temas ocidentais tinham de arrecadar seus salários dos rendimentos de suas províncias. A partir do século XI os estrategos foram confinados gradualmente nas suas funções militares, e suas responsabilidades civis foram assumidas pelos juízes (kritai). A liderança militar também foi devolvida gradualmente às mãos dos duques, ou catepanos, que assumiram o controle dos comandos regionais combinando diversos temas. No século XIII o termo já havia voltado a ter o sentido genérico de "general", desprovido de qualquer significado técnico específico.
Os bizantinos também utilizaram diversas variantes do título estratego: estrategeta (στρατηγέτης, "líder de exército") era um termo usado pouco frequentemente como termo alternativo; o termo monoestratego (μονοστράτηγος, "general-único") designava um general que havia sido colocado em comando sobre outros estrategos ou sobre as forças de mais que um tema; os termos estratego autocrator, arquiestratego (ἀρχιστράτηγος, archistrategos;) e protoestratego (πρωτοστράτηγος, protostrategos; "primeiro-estratego") designavam comandantes investidos com autoridade suprema; e o termo hipoestratego (ὐποστράτηγος, hypostrategos; "sub-estratego") indicava um segundo em comando, na prática um tenente-general.

## Uso moderno

Insígnia de um estratego do Exército Helênico.

No Exército Helênico moderno, um estratego (a grafia permanece a mesma, στρατηγός) é a mais alta patente de oficial. O cargo superior de estratarca (marechal de campo) existia sob a monarquia, porém não foi mantido pela atual Terceira República Helênica. O cargo de estratego é ocupado apenas pelo chefe do Estado-Maior de Defesa Nacional, quando ele é um oficial do exército. Todas as outras patentes de oficiais gregos (com exceção de uma) derivam desta palavra: antiestratego (antistrátigos, tenente-general) e hipoestratego (ypostrátigos, major-general); um brigadeiro-general, no entanto, é chamado de taxiarca, referindo-se ao termo táxis (no uso moderno, taxiarquia), que significa "brigada". As patentes de antiestratego e hipoestratego também são usadas pela Polícia Helênica (e, anteriormente, pela Gendarmeria Grega), pelo Serviço de Bombeiros da Grécia e pela Guarda Nacional Cipriota (que não tem a patente de estratego completo).